# Mandarin-Rose
Die Mandarin-Rose (Rosa moyesii), auch Blut-Rose oder Rote Büschelrose genannt, ist eine Pflanzenart aus der Gattung Rosen (Rosa) innerhalb der Familie der Rosengewächse (Rosaceae). Sie ist in China natürlich verbreitet.

## Beschreibung

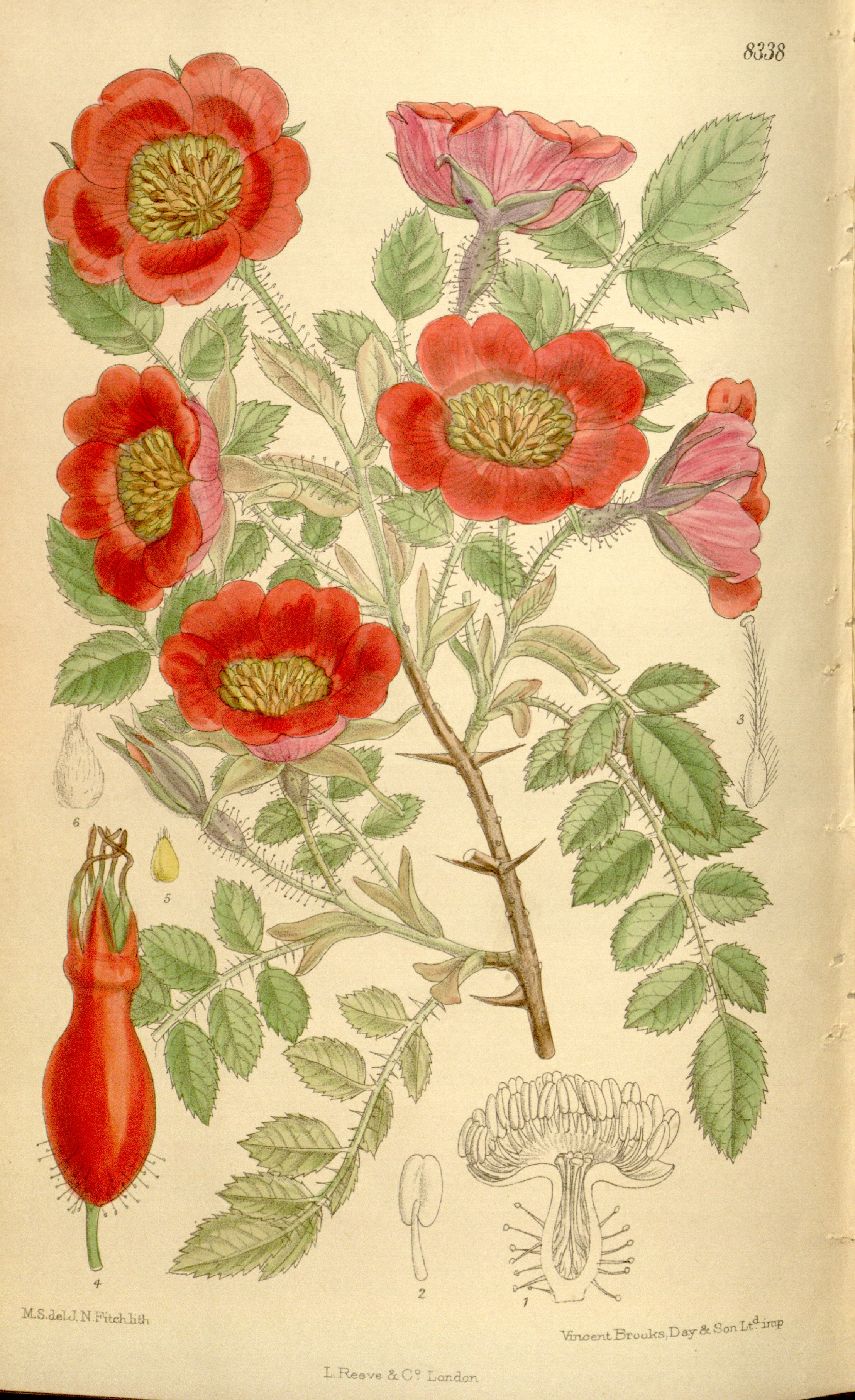
Illustration aus Curtis's Botanical Magazine, London., Volume 136 (= Series 4, Volume 6), 1910, Tafel 8338

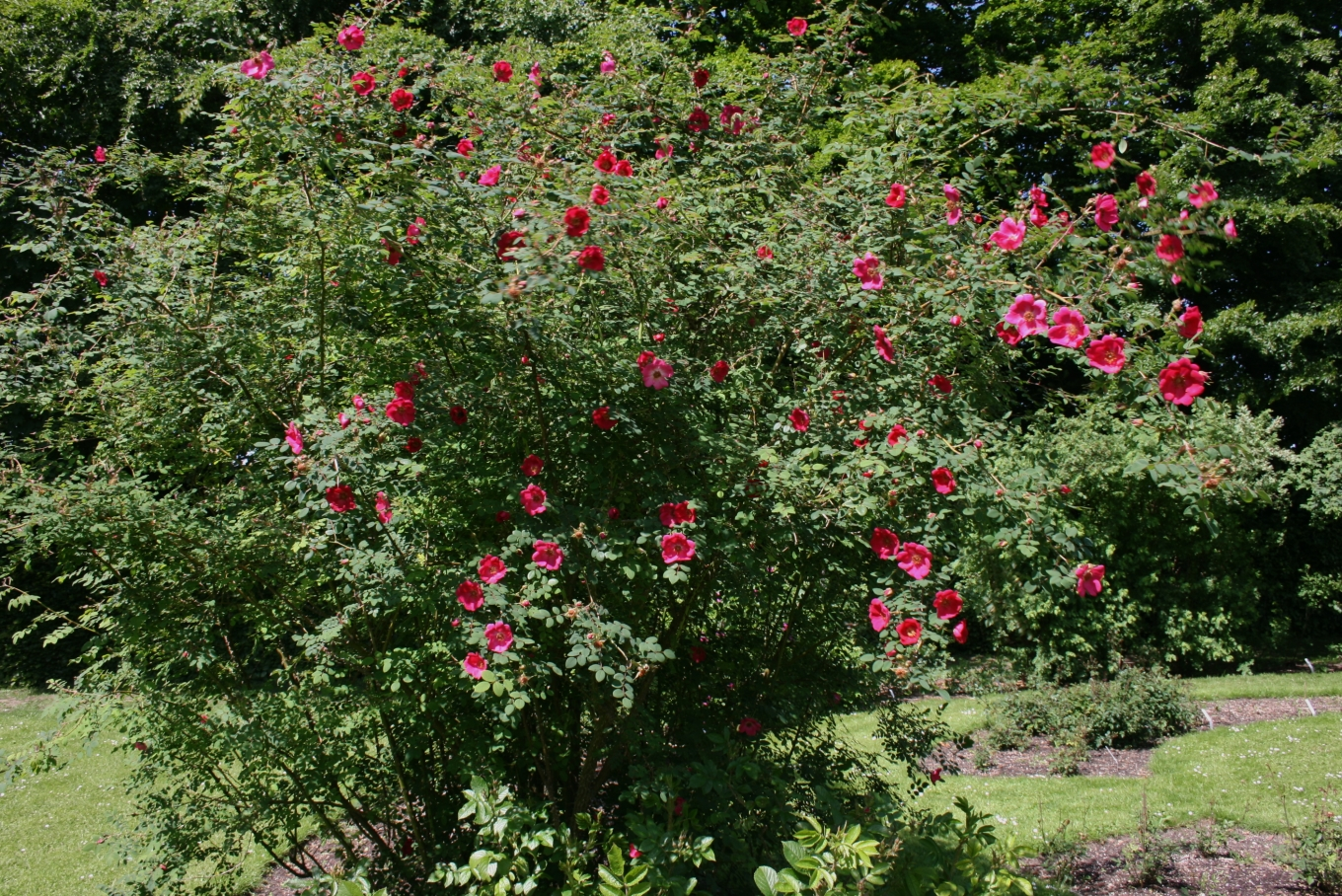
Habitus mit Blüten

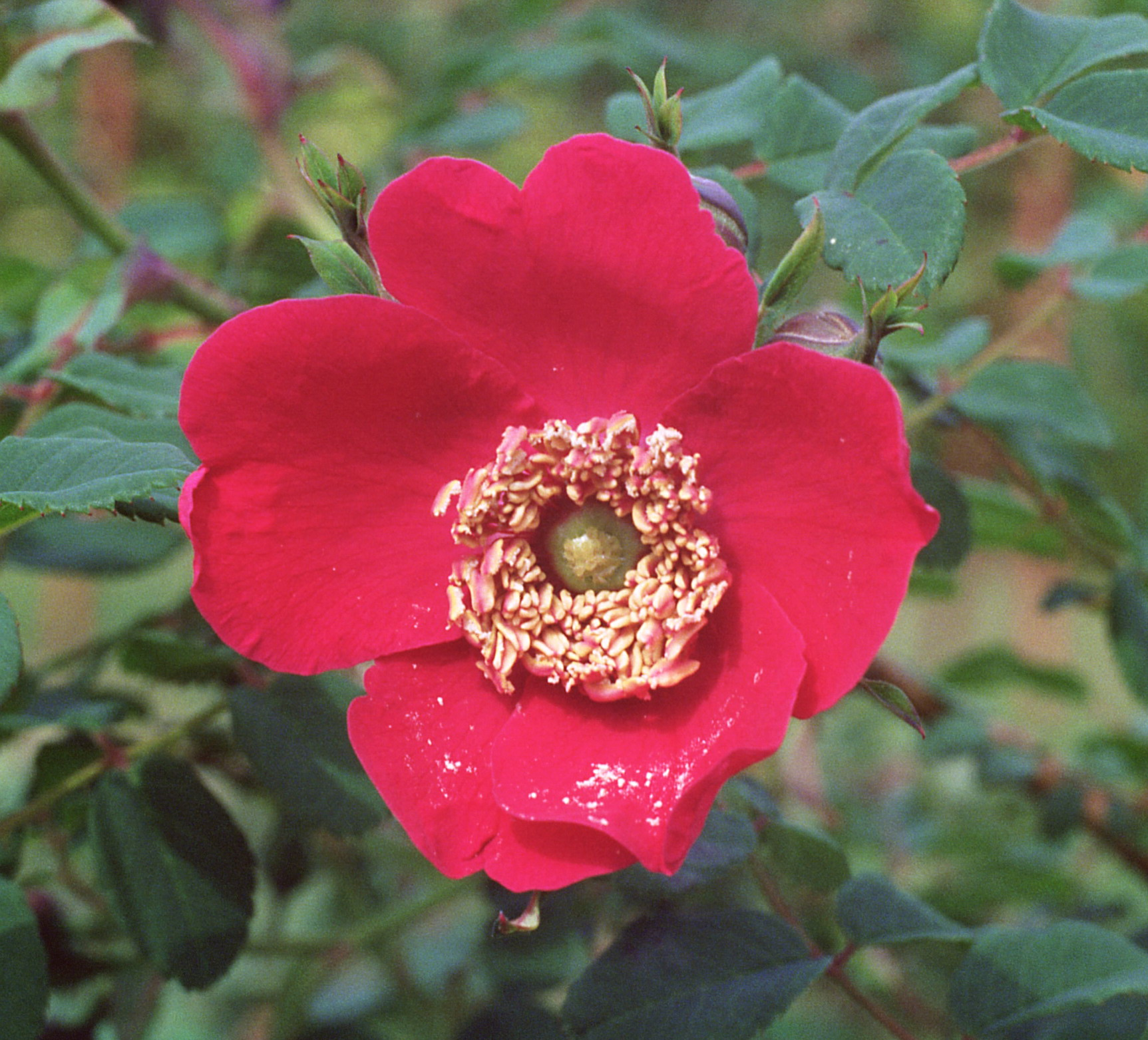
Blüte im Detail mit den vielen Staubblättern

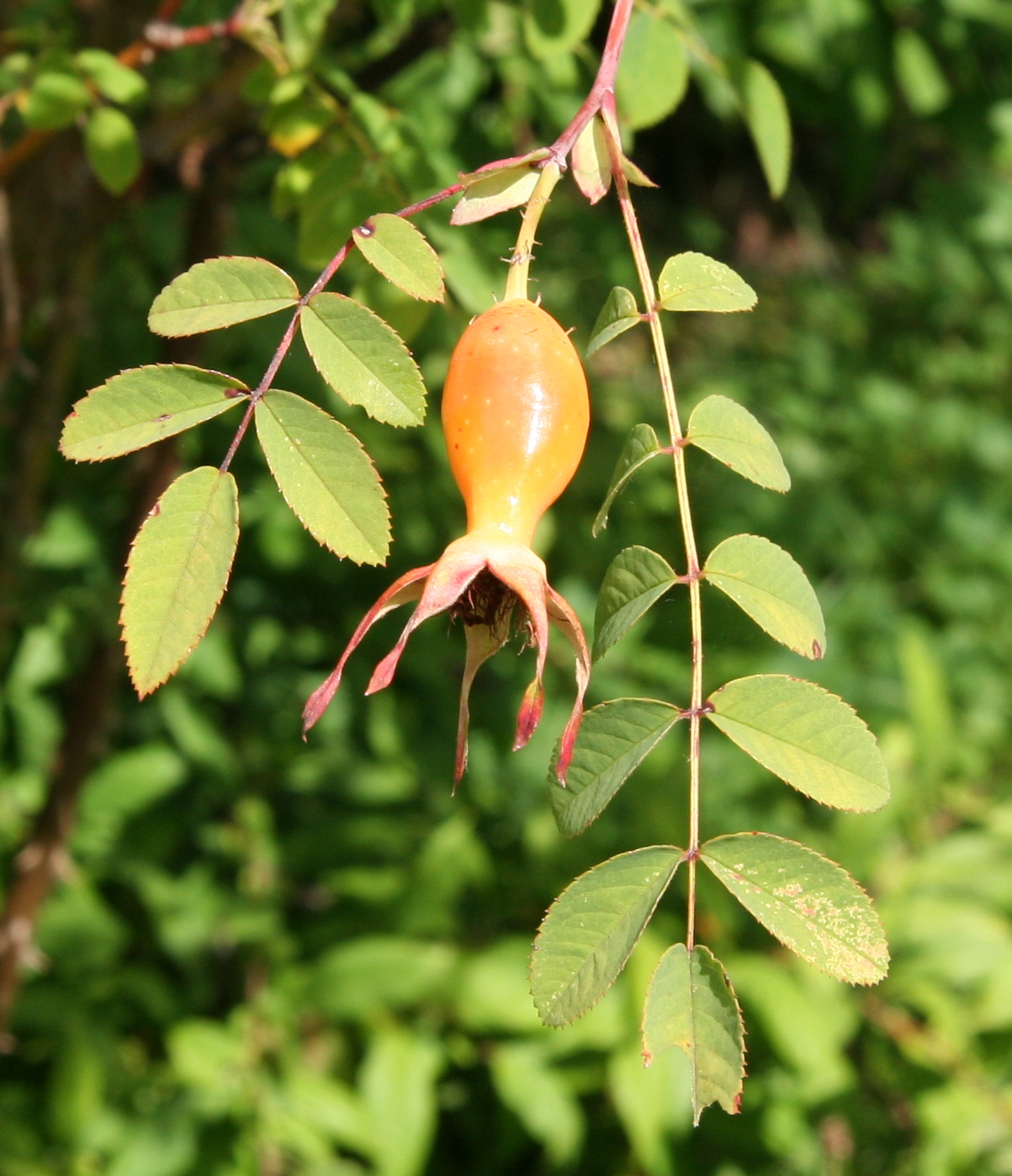
Zweig mit gefiederten Laubblättern und Hagebutte

### Erscheinungsbild und Blatt
Rosa moyesii wächst als Strauch, der Wuchshöhen von etwa 1 bis 4 Metern erreicht. Die stielrunden Zweige besitzen eine spärlich kurz flaumig behaart bis kahle Rinde. Sie sind selten bewehrt. Wenn Stacheln vorhanden sind, dann stehen sie paarweise unter den Laubblättern und sind gerade oder leicht gekrümmt, bis zu 5 Millimeter lang, gedrungen, flach und verbreitern sich im unteren Bereich zu einer breiten Basis.
Die wechselständig an den Zweigen angeordneten Laubblätter sind in Blattstiel und Blattspreite gegliedert und insgesamt 7 bis 13 Zentimeter lang. Der Blattstiel und die Blattrhachis sind kurz flaumig behaart, drüsig-flaumig behaart und spärlich kurz bestachelt. Die unpaarig gefiederte Blattspreite besitzt 7 bis 13 Fiederblätter. Die Fiederblätter sind bei einer Länge von 1 bis 5 Zentimetern sowie einer Breite von 0,8 bis 2,5 Zentimetern eiförmig, elliptisch oder länglich-eiförmig mit etwas gerundeter bis breit-keilförmiger Basis und spitzem oder gerundet-stumpfem oberen Ende. Die Blattränder sind spitz einfach gezähnt. Die Blattunterseite ist dicht oder nur entlang der erhabenen Blattadern flaumig behaart und auf der -oberseite kahl. Die relativ breiten Nebenblätter sind auf dem größten Teil ihrer Länge mit dem Blattstiel verwachsen. Der freie Bereich der Nebenblätter ist kahl lang-eiförmig mit spitzem oberen Ende und drüsig gesägten Rand.

### Blütenstand, Blüte und Frucht
Die Blütezeit reicht in China von Juni bis Juli. Die Blüten stehen einzeln oder zu zweit bis zu dritt in Bündeln zusammen. Der 1 bis 3 Zentimeter lange Blütenstiel ist meist dicht gestielt-drüsig behaart oder selten kahl. Die ein oder zwei Tragblätter sind bei einer Länge von bis zu 2 Zentimetern länglich-eiförmig mit spitzem oder zugespitztem oberen Ende und drüsig-flaumig behaarten Rand.
Die duftenden, zwittrigen Blüte sind bei einem Durchmesser von 4 bis 6 Zentimetern radiärsymmetrisch und fünfzählig mit doppelter Blütenhülle. Der Blütenbecher (Hypanthium) ist eiförmig. Die fünf laubblattähnlichen, fiederlappigen Kelchblätter sind im Umriss eiförmig, auf der Unterseite kahl oder an ihrer Basis mit wenigen drüsigen Schuppen versehen und auf der Oberseite flaumig behaart. Die fünf freien, dunkelroten Kronblätter sind breit verkehrt-eiförmig mit breit-keilförmiger Basis und ausgerandetem oberen Ende. Die vielen Staubblätter besitzen gelbe Staubbeutel. Die freien, flaumig behaarten Griffel sind kürzer als die Staubblätter.
Im Herbst, in China zwischen August und Oktober, reifen die zahlreichen Hagebutten und färben sich orangerot oder purpurrot. Die gestielt-drüsig behaarten Hagebutten sind bei einer Länge von bis zu 5 Zentimetern sowie einem Durchmesser von 1 bis 2 Zentimetern flaschenförmig oder kugelig-eiförmig mit einem kurzen Schnabel am oberen Ende. Die Hagebutten sind von den haltbaren, aufrechten Kelchblättern gekrönt.

## Vorkommen
Rosa moyesii gedeiht in Gebüschen und an Hängen in Höhenlagen von 2700 bis 3800 Metern in den chinesischen Provinzen Shaanxi, Sichuan sowie Yunnan.

## Systematik
Die Erstbeschreibung von Rosa moyesii erfolgte 1906 durch William Botting Hemsley und Ernest Henry Wilson in Bulletin of Miscellaneous Information Kew, 1906, 5, S. 159–160. Das Artepitheton moyesii ehrt den Gastgeber des Pflanzensammlers Ernest Henry Wilson, den britischen Missionar Reverend J. Moyes. Das Typusmaterial wurde in Sichuan an der tibetanischen Grenze bei Tatien-lu in einer Höhenlage von 2700 bis 4000 Metern gesammelt und mit der Sammelnummer Pratt 172 im Herbarium des Royal Botanic Gardens hinterlegt, es ist auch unter Wilson 3543 gelistet.
Von Rosa moyesii gibt es zwei Varietäten:
- Rosa moyesii Hemsl. & E.H.Wilson var. moyesii
- Rosa moyesii var. pubescens T.T.Yü & H.T.Tsai: Sie kommt nur in Sichuan vor.

## Nutzung als Zierpflanze
Die einmalblühende Wildrose Rosa moyesii ist sehr winterhart und verträgt auch Halbschatten. Einige Sorten und Hybriden werden als Zierpflanzen in den gemäßigten Gebieten in Parks und Gärten verwendet.
Es gibt einige Kreuzungen (Hybriden) von Rosa moyesii mit Gartenrosen.
Sorten (Auswahl):
- „Nevada“ Dot 1927, cremeweiß – gilt als bekannteste Hybride
- „Marguerite Hilling“, 1959, rosafarbener Sport von „Nevada“
- „Highdownensis“, 1928, karminrot
- „Eos“, 1959, rot mit heller Mitte
- „Eddie's Crimson“ 1956, feuerrot
- „Eddie's Jewel“ 1962
- Der Sport mit dem Sortennamen „Geranium“ (Herkunft unbekannt, 1938) besitzt scharlach-rosafarbene Blüten

## Galerie

Rosa moyesii Hybriden
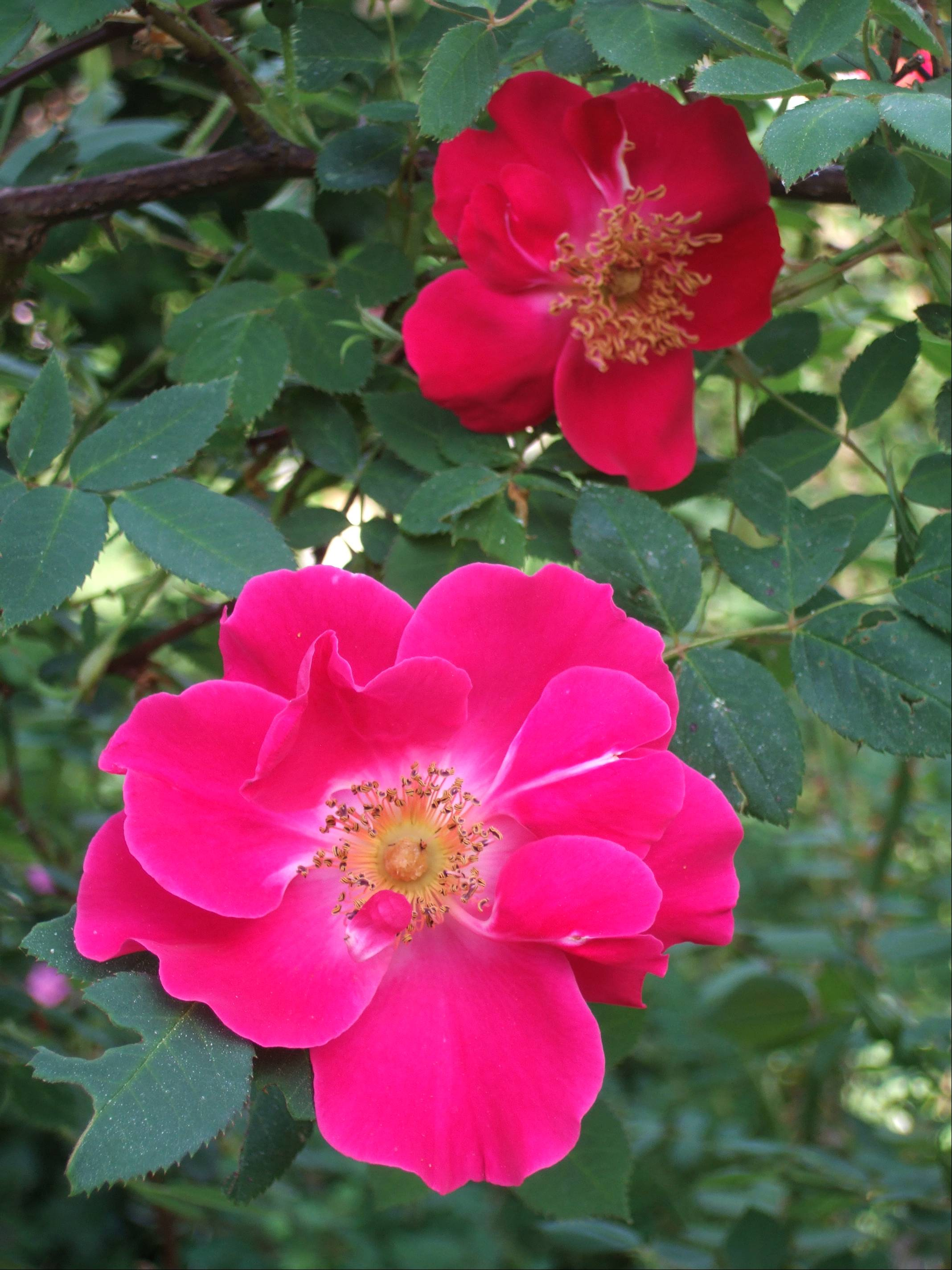
„Eddie's Jewel“
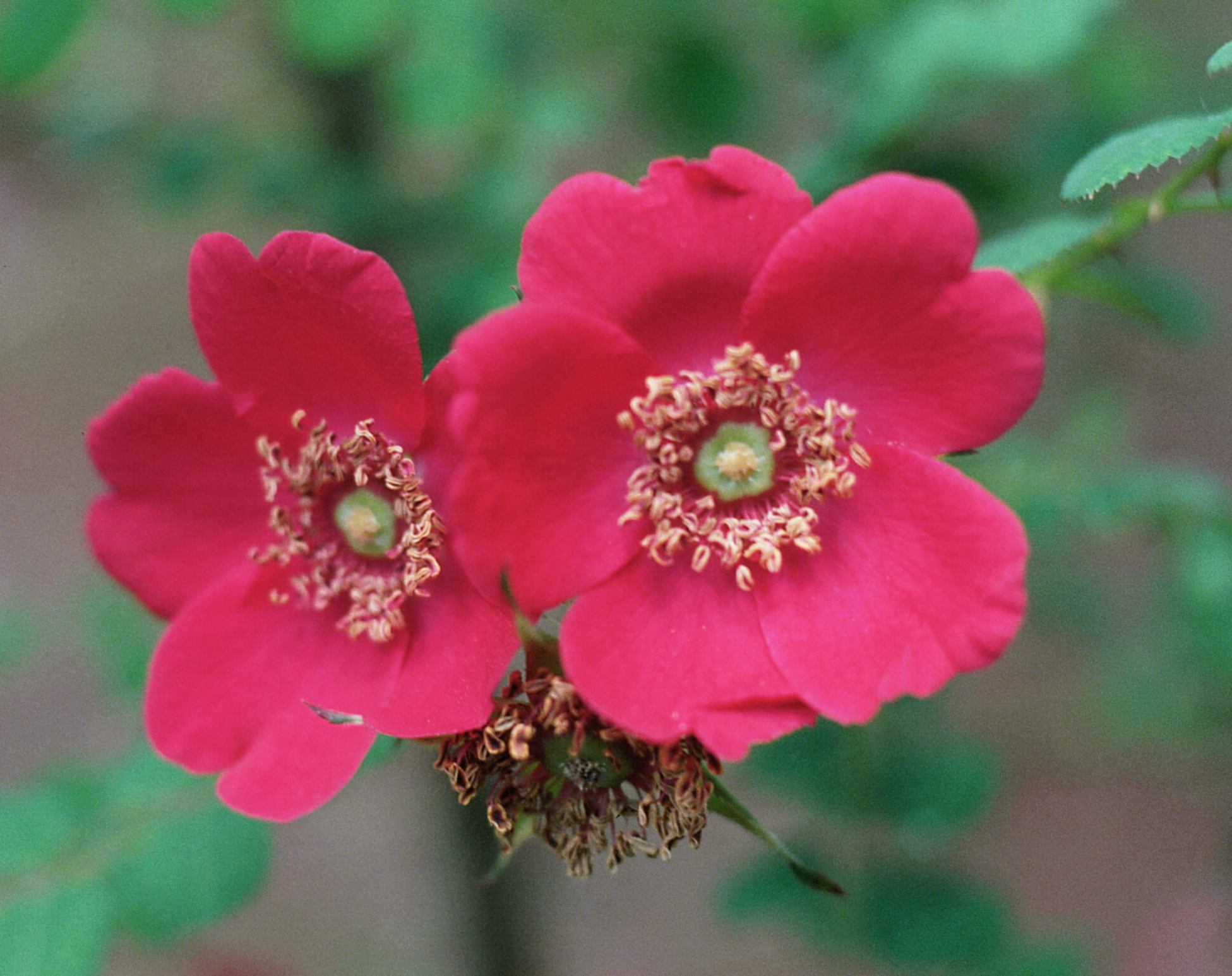
„Geranium“
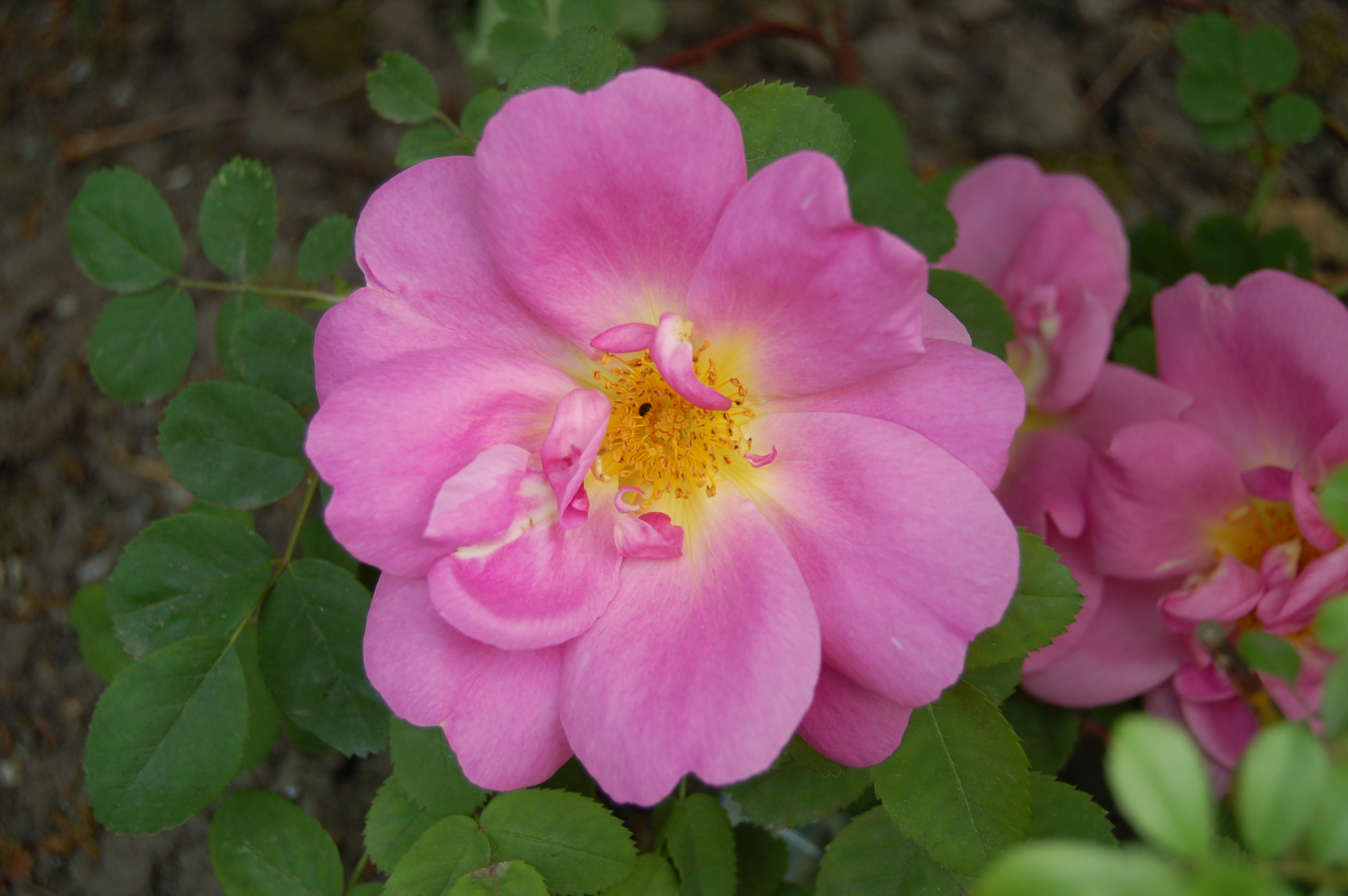
„Marguerite Hilling“
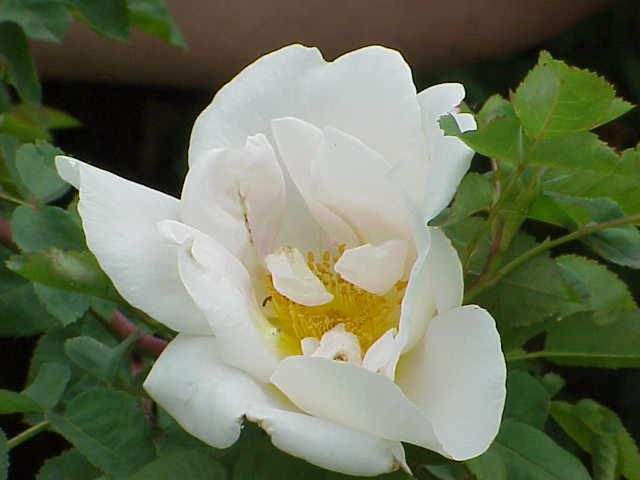
„Nevada“
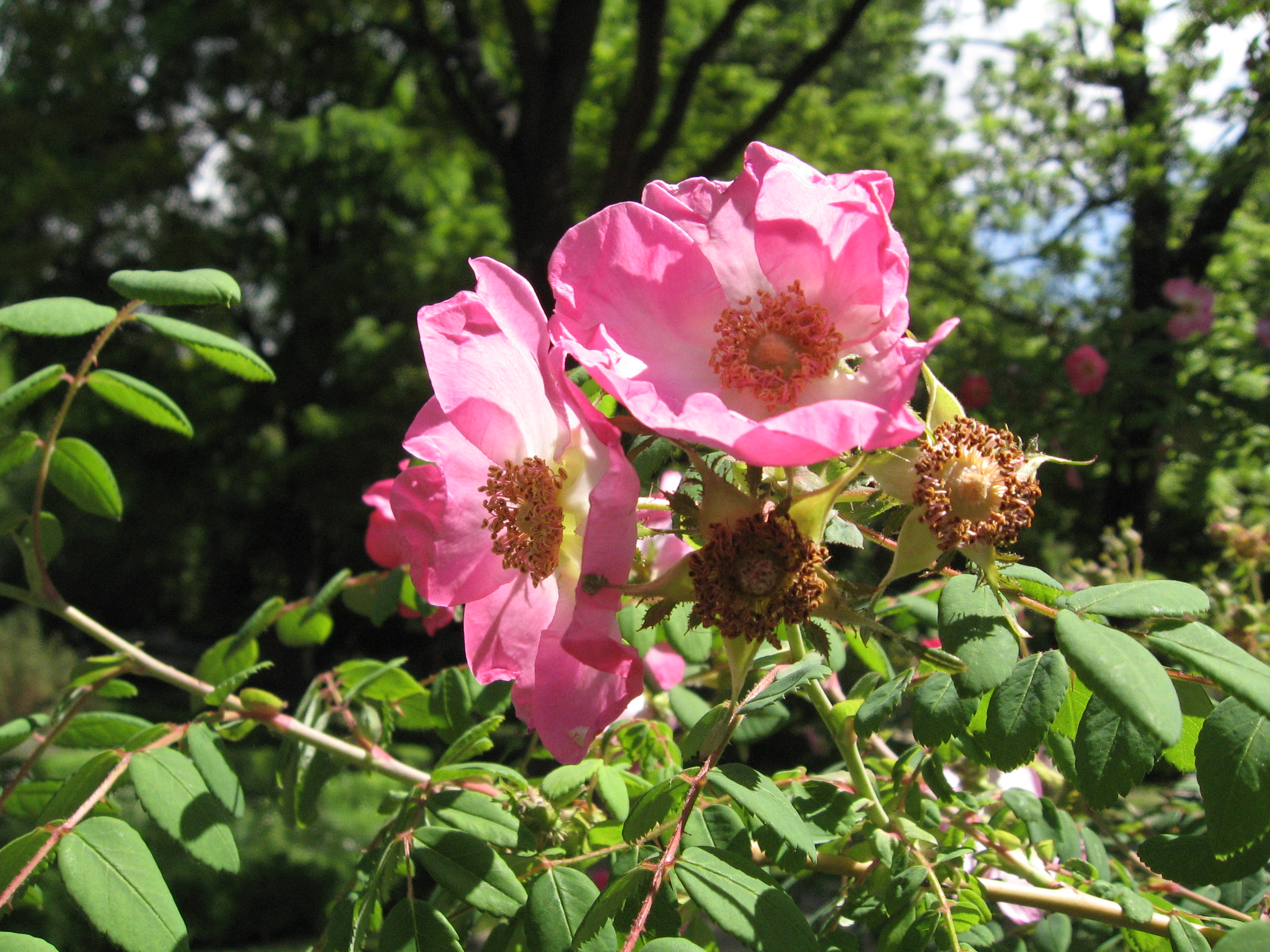
„Sealing Wax“